# Sant Sebastià i Sant Romà d'Alpens
Sant Sebastià i Sant Romà d'Alpens és una capella d'Alpens (Lluçanès) inclosa a l'Inventari del Patrimoni Arquitectònic de Catalunya.

## Descripció
Es tracta d'una capella d'una sola nau amb els murs feta de pedres regulars i teulat a doble vessant, amb teula àrab. La façana d'entrada presenta sols la porta quasi rectangular i un ull de bou circular. A l'esquerra de la porta hi ha una làpida commemorativa.

## Història
La làpida de l'esquerra de la porta diu: "SI VOLS SER LIBRE DE FAM PESTA Y GUERRA DIGAS UN PARE NOSTRE A EST SANT SEBASTIAN AÑO 1920"